# Diplura nigridorsi
Diplura nigridorsi is een spinnensoort in de taxonomische indeling van de Dipluridae.
Het dier behoort tot het geslacht Diplura. De wetenschappelijke naam van de soort werd voor het eerst geldig gepubliceerd in 1924 door Cândido Firmino de Mello-Leitão.